# Gebruiksvriendelijkheid
Gebruiksvriendelijkheid is een concept dat onder andere door ergonomen wordt bestudeerd.
Iets is gebruik(er)svriendelijk wanneer een beoogde eindgebruiker van een product, het effectief, efficiënt en naar tevredenheid kan gebruiken. Zo'n product kan een website of een computerprogramma zijn, maar ook een koffiezetapparaat, auto of koffer, om maar wat te noemen.

## Software
Gebruiksvriendelijkheid is vaak een ondergeschoven kind in software ontwikkeling maar groeit aan populariteit. Steeds meer bedrijven zien het nut van een goede gebruikerservaring en klantwaardering en daardoor inkomsten. Er zijn verschillende theorieën over gebruiksvriendelijke software, de bekendste hiervan is gebaseerd op 10 heuristieken bedacht door Jakob Nielsen:
- De status van het product of systeem moet zichtbaar zijn
- Elementen (zoals tekst, afbeeldingen en interacties met het systeem) moeten herkenbaar zijn voor iedere gebruiker en moeten ook aan deze verwachting voldoen
- De gebruiker moet in controle blijven en ook dit gevoel hebben
- De bediening moet consequent zijn (eenzelfde term, menu, knop of pictogram heeft in alle gevallen eenzelfde betekenis)
- Het systeem moet helpen voorkomen dat de gebruiker een vergissing maakt
- Herkennen gaat voor op herinneren: het is beter dat elementen duidelijk zijn en (waar nodig) uitgelegd worden dan de gebruiker veel te laten onthouden
- De bediening moet flexibel en eenvoudig te leren zijn
- Het systeem moet niet meer informatie laten zien dan nodig is om het te gebruiken
- Het systeem moet de gebruiker van goede feedback voorzien, met name wanneer laatstgenoemde een vergissing maakt. In dat geval dient het systeem de gebruiker te helpen deze te herstellen
- Er moet een mogelijkheid zijn om meer informatie te vinden, zoals help of contact

## Eindgebruikers
De eindgebruiker staat centraal bij een product of oplossing. Wanneer de gebruiker zijn of haar doelen effectief, efficiënt en naar tevredenheid behaalt is een concept geslaagd.
Een gemiddelde eindgebruiker is niet voor elk product hetzelfde. Eigenlijk bestaat de gemiddelde mens niet omdat elk mens verschillend is maar, er wordt vaak in deze term gesproken om duidelijk te maken dat het product voor iedereen geschikt is. Een product zal dan ook pas 100% gebruiksvriendelijk zijn als het de gehele doelgroep kan bedienen. Dit is in veel gevallen zeer moeilijk, zo niet onmogelijk. Daarom wordt de P5- tot P95-norm vaak gehanteerd, wat betekent dat 90% van de doelgroep wel bereikt wordt. Mensen die boven de P95,norm zitten, bijvoorbeeld mensen die 2m20 lang zijn, zullen dus niet bereikt worden.
Gebruiksvriendelijkheid voor bijvoorbeeld een gebruiker van een software-ontwikkelomgeving zal van een andere orde zijn dan van een gebruiker van een magnetron. Daarnaast kunnen de functies die de gebruikers van een product gebruiken zo ver uiteenlopen, dat er moeilijk van een 'gemiddelde' gebruiker gesproken kan worden.
Productontwikkelaars gebruiken verschillende methodes om een product gebruiksvriendelijk te laten zijn voor meerdere doelgroepen van eindgebruikers. Een voorbeeld van zo'n methode is de verschillende functies en gebruikers in kaart brengen en nagaan of er koppelingen tussen beide mogelijk zijn. Ontwerpers definiëren vaak een aantal persona's die model kunnen staan voor verschillende groepen gebruikers.